# Cuthbert av Lindisfarne
Cuthbert av Lindisfarne, född omkring 634 i Dunbar, Northumbria, död 20 mars 687 i Inner Farne, Northumberland, var en anglosaxisk munk och biskop, som blev ett av medeltidens mest betydelsefulla helgon i England. Hans minnesdag infaller den 20 mars.

## Biografi
Olika källor anger olika ursprung för Cuthbert; enligt Beda venerabilis var han britt. Sedan Cuthbert i unga år blivit föräldralös, blev han fåraherde, men han inträdde i benediktinorden efter en uppenbarelse av Aidan av Lindisfarne och mottogs i ett kloster Melrose Abbey i Melrose som densamme Aidan hade inrättat. Där blev Cuthbert abbot år 664, men tillsammans med några medbröder övergav han detta kloster efter stridigheter om den romerska liturgin, och hamnade i Lindisfarne, vid vars kloster han år 674 återfick sin position som abbot. Sedan han en tid levt som eremit, utnämndes han till att efterträda Eata av Hexham som biskop av Lindisfarne, år 685; samma år drabbades staden av pest varunder Cuthbert sades ha utfört mirakler. Efter sin död efterträddes han som biskop av Eadberht av Lindisfarne. Cuthbert begravdes först med sankt Oswalds huvud i Lindisfarne, men hans kvarlevor överflyttades på 1100-talet till Durhams katedral.